# PRISMA
Pour les articles homonymes, voir Prisma.
PRISMA (acronyme de PRecursore IperSpettrale della Missione Applicativa) est un satellite d'observation de la Terre de l'Agence spatiale italienne (ASI) dont le développement a commencé en 2008 et qui été mis en orbite le 22 mars 2019 depuis le centre spatial de Kourou en Guyane française.
Ce satellite expérimental doit permettre à l'Italie de disposer de sa propre capacité d'observation de la Terre dans le domaine optique et d'acquérir la maîtrise des différentes techniques d'acquisition d'images depuis l'espace notamment la technique d'imagerie hyperspectrale.

## Historique
Le développement de PRISMA débute en 2008 en reprenant les caractéristiques de HypSEO (Hyperspectral Satellite for Earth Observation) un projet arrivé en phase B en 2002 mais qui n'avait pas eu de suite. Il est construit par Carlo Gavazzi Space filiale italienne de la société OHB, Selex Galileo et Rheinmetall Italia.

## Objectifs
La mission PRISMA a pour objectif général de répondre aux besoins des organisations institutionnelles et des centres de recherche italiens. Il doit permettre à l'Italie de disposer d'un satellite national capable de surveiller les ressources naturelles, en particulier de la Méditerranée, et les caractéristiques de l'atmosphère.

## Caractéristiques techniques
PRISMA est un satellite stabilisé 3 axes de 879 kg utilisant la plateforme Mita. La structure du satellite dont les dimensions sont de 1,75 x 1,75 x 3,4 mètres est réalisée à partir de panneaux en nid d'abeilles d'aluminium. Le contrôle d'attitude est effectué à l'aide de 2 viseurs d'étoiles et 6 gyroscopes, 2 magnétomètres et 24 capteurs solaires. Deux récepteurs GPS sont utilisés pour déterminer la position et la vitesse du satellite. Les corrections d'orientation sont effectuées à l'aide de 4 roues de réaction disposées en pyramide et de deux magnéto-coupleurs. Les modifications d'orbite sont réalisées à l'aide de deux petits moteurs-fusées. La précision de pointage est de 12 secondes d'arc. Le satellite peut effectuer des observations en pointant sa caméra avec un angle de 30° par rapport à la trace au sol. Les données sont stockées dans une mémoire de masse d'une capacité de 256 gigabits qui permet d'enregistrer jusqu'à 600 millions bits de données par seconde. Le système de télécommunications dérive de celui du satellite COSMO-SkyMed permet de transmettre les données vers une station terrienne en bande X avec un débit de 155 mégabits par seconde. La durée de vie du satellite est au minimum de 5 ans,.

## Instrumentation
Son unique instrument d'une masse de 90 kg est une caméra hyperspectrale. Elle fournit à la fois des images en panchromatique avec une résolution spatiale de 5 mètres et des images hyperspectrales dans l'infrarouge sur 239 bandes comprises entre 400 et 2505 nanomètres avec une résolution spatiale de 30 mètres et une résolution spectrale de 10 nanomètres. La fauchée est de 30 km. Le satellite peut incliner son axe de 30° de part et d'autre de la trace au sol. La partie optique est constituée par un télescope de 21 centimètres d'ouverture constitué d'un système anastigmatique à trois miroirs.

## Déroulement de la mission
Le 22 mars 2019, le satellite a été placé sur une orbite héliosynchrone à 615 kilomètres d'altitude avec une inclinaison orbitale de 97,8° par un lanceur Vega. Il effectue son passage à l'équateur à 10h30.